# Eastern Provincial Airways
Eastern Provincial Airways  (EPA) — канадская авиакомпания. Базировалась в Международном аэропорту Сент-Джонса. В 1984 году была продана CP Air, и в результате стала частью Canadian Pacific Air Lines.

## История

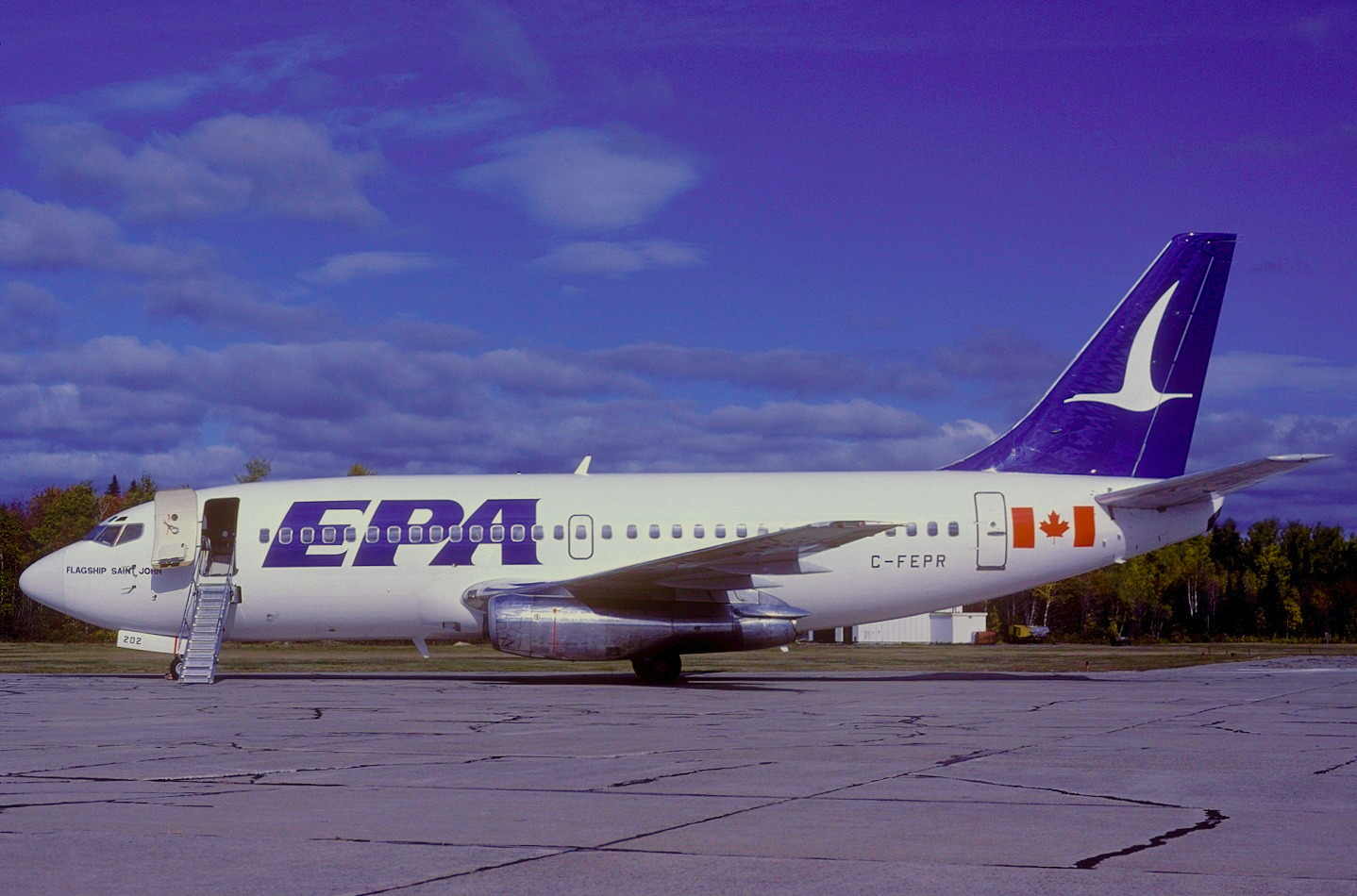
Boeing 737 в ливрее Eastern Provincial Airways в 1985 году

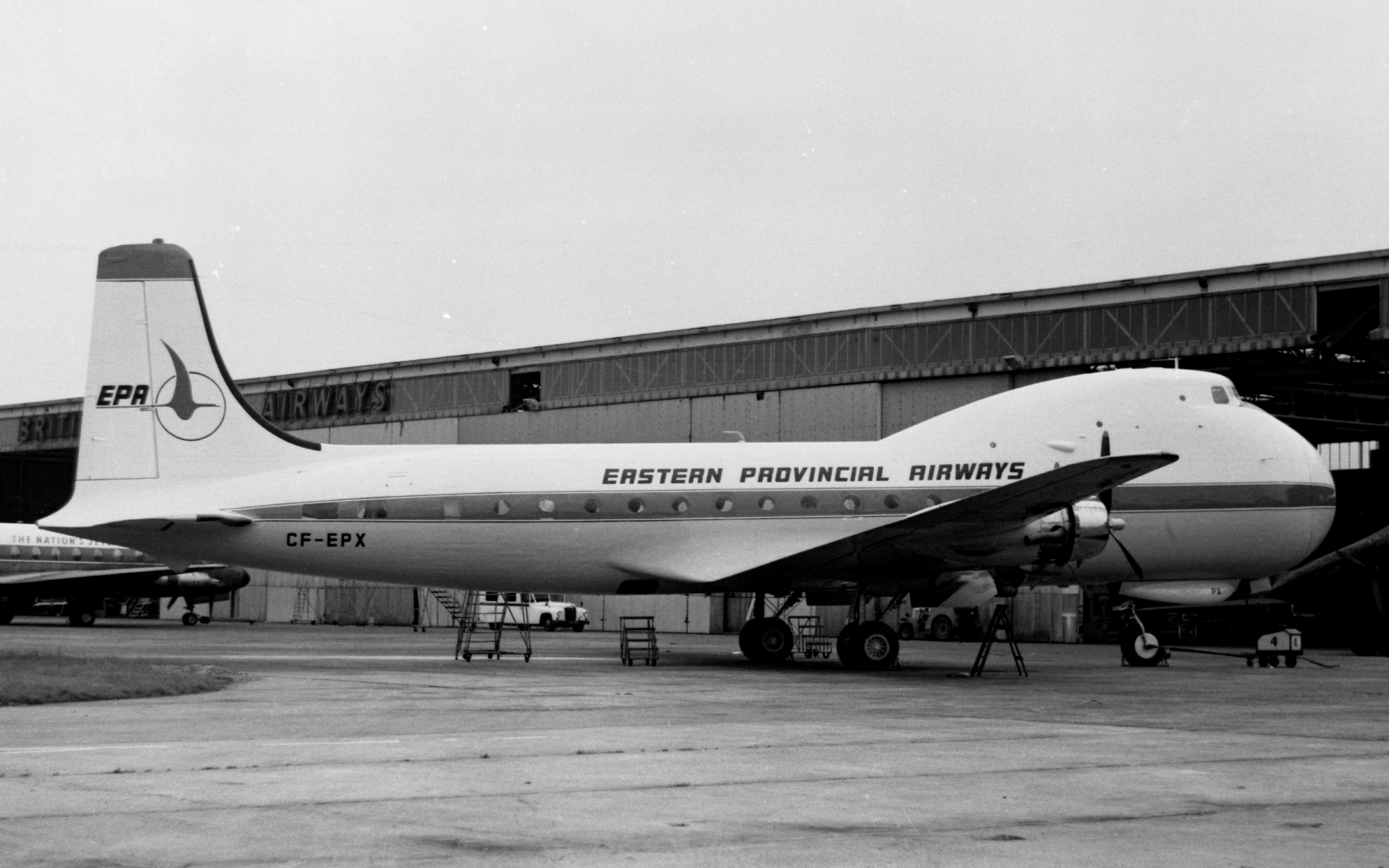
Самолёт ATL-98 Carvair в 1968 году

Компания Eastern Provincial Airways была основана в 1949 году, после реорганизации компании Newfoundland Aero Sales & Services, которая занималась грузовыми и чартерными перевозками в Сент-Джонсе. Основали её военный пилот Эрик Блэквуд и Чесли Кросби. Основным аэропортом первое время оставался Торбей, но довольно быстро авиакомпания переместилась в Гандер, а среди её первых самолётов был военный Cessna T-50.
В 1958 году правительство Дании договорилось о совместной работе EPA и скандинавской авиакомпании SAS на побережье Гренландии.
В 1963 году произошло слияние с авиакомпанией Maritime Central Airways.
По состоянию на 1973 год авиакомпания в основном выполняла регулярные рейсы в восточных провинциях Канады, а также внутренние и международные чартерные перевозки, в том числе в такие города США какГолливуд, Лас-Вегас, Сан-Франциско, Лос-Анджелес. Флот авиакомпании включал самолёты: три Boeing 737, три Handley Page Herald, четыре Douglas DC-3, один DHC6 Twin Otter и два ATL-98 Carvairs.
В 1978 году у авиакомпании сменилось руководство — Гарри Стил, купив 67 % акций, стал новым президентом Eastern Provincial Airways, четвертой авиакомпанией в Канаде, хоть и намного меньшей, чем Air Canada и CP Air.
Пять лет спустя авиакомпания приносила прибыль более 4 млн долларов год.
В 1984 году была продана CP Air и в 1986 прекратила своё существование.